# ニューカッスル国際空港
ニューカッスル国際空港（英: Newcastle International Airport）とは、イギリスのニューカッスルにある国際空港である。1935年開港。現在運用されているイングランドの空港としては最も北部（スコットランドとの国境寄り）にある。
国内線はもちろん、ロンドン経由のBAやアムステルダム経由でのKLM、パリ経由のエールフランスで全世界からアクセスすることができるイングランドの北の玄関口である。また、近年の格安会社の台頭により、ヨーロッパ各地へのリゾート便の利用も増え続けている。2007年9月からエミレーツ航空がドバイ－ニューカッスル間を就航させる。

## 就航路線
ダブリン、パリ(ド・ゴール)、マルタ、ロンドン(ヒースロー)、ロンドン (スタンステッド)、ロンドン(ガトウィック)、ロンドン (シティ)、バーミンガム、アバディーン、サウサンプトン、インヴァネス、カーディフ、ブリストル、ベルファスト・シティ、バルセロナ、ブダペスト、ジュネーヴ、プラハ、ローマ(チャンピーノ)、ハノーファー、アムステルダム、デュッセルドルフ、コペンハーゲン、ブリュッセル、ベルファスト、マン島、スタヴァンゲル、コーク、アリカンテ、ミラノ (ベルガモ)

## 空港へのアクセス
市の中心部から11km北西にあり、タイン・アンド・ウィア・メトロが結ぶ。